# Championnat d'Algérie de basket-ball 2017-2018
Navigation
Saison 2016-2017 Saison 2018-2019
La saison 2017-2018 de Super Division est la 56e édition du championnat d'Algérie de basket-ball.

## Calendrier; 2017 - 2018.
Calendrier publié le 14 octobre 2017

### Participants
| Club                   | Classement 2016-2017 | Entraîneur          | Salle(s)                             |
| ---------------------- | -------------------- | ------------------- | ------------------------------------ |
| CRB Dar Beida          | 3e                   | kamel nait kaci     | Salle de Dar El Beïda                |
| RC Constantine         | 13e                  |                     | salle oms el-mansoura de constantine |
| GS Pétroliers          | 1er                  | soufiane boulahya   | Salle Harcha Hassan                  |
| IRB Bordj Bou Arreridj | 9e                   |                     | salle oms de Bordj Bou Arreridj      |
| NA Hussein Dey         | 2e                   |                     | salle oms de caroubier Alger         |
| NB Staoueli            | 7e                   | yahia mohamed       | Salle OmniSports de Staouéli         |
| Olympique Batna        | 6e                   |                     | OPOW de Batna                        |
| USM Blida              | 10e                  | berriche            | Salle Hocine Chalane de l'OPOW       |
| US Sétif               | 4e                   | abdesslam djerroudi | salle 8 mai 1945                     |
| WA Boufarik            | 5e                   | mohamed abidat      | Salle Moussa-Charef, Boufarik        |
| AB Skikda              | 15e R                |                     | salle opow de Skikda                 |
| CSC Gué de Constantine | 11e                  |                     | Salle Hocine Chalane de l'OPOW       |
| CSMBB Ouargla          | 12e                  |                     | salle opow de Ouargla                |
| OMS Miliana            | 14e                  |                     | salle oms de Miliana                 |
| PS El Eulma            | 8e                   | fouad fannouche     | salle oms d'El Eulma                 |
| Club Oran              | 16e R                |                     | palais des sports Oran               |
| USM Alger              | V. D2 ; P            | reda sayak          | salle oms de rais-hamidou Alger      |
| OS Bordj Bou Arréridj  | P                    |                     | salle oms de Bordj Bou Arreridj      |

ouldLégende des couleurs
- Champion en titre
- relégué
- Promu de D2 2016-2017

## Phase 1

### Classement
| Rang | Équipe                 | Pts | J  | G  | P  | Pp   | Pc   | Diff |
| ---- | ---------------------- | --- | -- | -- | -- | ---- | ---- | ---- |
| 1    | GS Pétroliers          | 57  | 30 | 27 | 3  | 2394 | 1780 | 614  |
| 2    | CRB Dar Beida          | 54  | 30 | 24 | 6  | 2259 | 1861 | 398  |
| 5    | US Sétif               | 52  | 30 | 23 | 6  | 2167 | 1984 | 183  |
| 3    | IRB Bordj Bou Arréridj | 51  | 30 | 21 | 9  | 2354 | 2031 | 323  |
| 4    | WO Boufarik            | 49  | 30 | 20 | 9  | 2009 | 1839 | 170  |
| 6    | USM Blida              | 48  | 30 | 18 | 12 | 2073 | 2079 | -6   |
| 7    | NB Staouéli            | 47  | 30 | 17 | 13 | 1980 | 1953 | 27   |
| 8    | NA Hussein-Dey         | 47  | 30 | 17 | 13 | 2128 | 2031 | 97   |
| 9    | OS Bordj Bou Arréridj  | 46  | 30 | 16 | 14 | 2058 | 2058 | 0    |
| 10   | USM Alger              | 46  | 30 | 16 | 14 | 1928 | 1990 | -62  |
| 11   | PS El Eulma            | 41  | 30 | 11 | 19 | 1973 | 2080 | -107 |
| 12   | O Batna                | 40  | 30 | 10 | 20 | 2001 | 2164 | -163 |
| 13   | CSMBB Ouargla          | 36  | 30 | 8  | 20 | 1699 | 1960 | -261 |
| 14   | RC Constantine         | 35  | 30 | 6  | 23 | 1781 | 2064 | -283 |
| 15   | CSC Gué de Constantine | 35  | 30 | 5  | 25 | 1875 | 2225 | -350 |
| 16   | OMS Miliana            | 30  | 30 | 1  | 28 | 1669 | 2249 | -580 |

| Légende :                                     |
| - Qualification pour les play-offs            |
| - Qualification pour les play-out             |
| T : Tenant du titre                           |
| F : Finaliste de championnat 2016-2017        |
| : Promu de Nationale B 2016-2017              |
| C : Vainqueur de la Coupe d'Algérie 2017-2018 |

## Phase 2 play-offs

### Troisième tournoi; du 24 au 26 mai 2018 àHydra-Alger (5ejournée,6ejournée et7ejournée)

#### Classement Play-off
| Rang | Équipe                 | Pts | J | G | P | Pp | Pc | Diff |
| ---- | ---------------------- | --- | - | - | - | -- | -- | ---- |
| 1    | GS Pétroliers          | 0   | 0 | 0 | 0 | 0  | 0  |      |
| 2    | CRB Dar Beida          | 0   | 0 | 0 | 0 | 0  | 0  |      |
| 3    | US Sétif               | 0   | 0 | 0 | 0 | 0  | 0  |      |
| 4    | IRB Bordj Bou Arréridj | 0   | 0 | 0 | 0 | 0  | 0  |      |
| 5    | WO Boufarik            | 0   | 0 | 0 | 0 | 0  | 0  |      |
| 6    | USM Blida              | 0   | 0 | 0 | 0 | 0  | 0  |      |
| 7    | NB Staouéli            | 0   | 0 | 0 | 0 | 0  | 0  |      |
| 8    | NA Hussein-Dey         | 0   | 0 | 0 | 0 | 0  | 0  |      |

| Légende :                                                       |
| - Les deux premiers Qualification pour la finale du championnat |
| T : Tenant du titre                                             |
| F : Finaliste de championnat 2016-2017                          |
| : Promu de Nationale B 2016-2017                                |
| C : Vainqueur de la Coupe d'Algérie 2017-2018                   |

Finale du championnat ; nb; les deux premiers à l'issue des trois tournois play-offs disputeront la finale en deux matches gagnants. **** 1er match ; mercredi 30 mai 2018 a blida (salle hocine chaalane) a23h 00;* nb staouéli / gs petroliers (73-103).....**** 2e matche ; jeudi 31 mai 2018 a 23h 00 ; (salle hocine chaalane de blida);* gspetroliers /  nb staouéli (111  - 92)  source ; radio algerienne ; 31/5/2018 a 10h 43. et vendredi 1er juin 2018 à 2h 30.
| 30 mai 2018 23h00 | [Rapport] Radio Algerienne , le jeudi 31 mai 2018 a 10h 43 . ( sport - basketball) | NBStaouéli 73, GSPétroliers 103 | NBStaouéli 73, GSPétroliers 103 | NBStaouéli 73, GSPétroliers 103 |  | , |

| 31 mai 2018 23h00 | [Rapport] Radio Algerienne , le vendredi 1er juin 2018 a 2h30 . | GSPétroliers 111, NBStaouéli 92 | GSPétroliers 111, NBStaouéli 92 | GSPétroliers 111, NBStaouéli 92 |  | , |

### Autres références
1. ↑  « Nationale 1 : 16 équipes sur la ligne de départ pour la 1re phase », sur radioalgerie.dz, 11 octobre 2017 (consulté le 13 octobre 2017)
2. ↑  « Calendrier Division National 1 Messieure 2017-2018 », sur fabbalgerie.org, 23 août 2017 (consulté le 14 octobre 2017)
3. ↑  « Nationale 1 – 1re journée : l’IRB Bordj Bou Arréridj domine le NB Staouéli », sur radioalgerie.dz, 12 octobre 2017 (consulté le 13 octobre 2017)
4. ↑  « Nationale 1 – 1re journée : les favoris répondent présent », sur radioalgerie.dz, 13 octobre 2017 (consulté le 13 octobre 2017)
5. ↑  Resultats de la 2e journée paru dans le journal planet sport numéro 3531 du jeudi 19 octobre 2017 page 9.
6. ↑  « Resultats de la 2e journée championnat National 1 », sur fabbalgerie.org, 17 octobre 2017 (consulté le 19 octobre 2017)
7. ↑    - nb ; match retard joué le mardi 19 décembre 2017 a la salle oms de dar el-beida.
8. ↑  le programme de la 3e journée paru dans l' echo d' oran 17e année numéro 5259 du jeudi 19 octobre 2017 page 19.
9. ↑  « Désignation 3e journée National 1 », sur fabbalgerie.org, 11 octobre 2017 (consulté le 24 octobre 2017)
10. ↑  « Resultats de la 3e journée championnat National 1 », sur fabbalgerie.org, 21 octobre 2017 (consulté le 21 octobre 2017)
11. ↑  « Désignation 4e journée National 1 », sur fabbalgerie.org, 22 octobre 2017 (consulté le 24 octobre 2017)
12. ↑  « Resultats de la 4e journée championnat National 1 », sur fabbalgerie.org, 29 octobre 2017 (consulté le 29 octobre 2017)
13. ↑  « Match retard le sans faute du GSP », sur fabbalgerie.org, 29 novembre 2017 (consulté le 29 novembre 2017)
14. ↑  « Nationale 1 : WOB - GSP en tête d’affiche de la 5e journée », sur radioalgerie.dz, 24 novembre 2017 (consulté le 26 novembre 2017)
15. ↑  « Nationale 1 – 5e journée : le GSP domine le WOB, 4 clubs en tête du classement », sur radioalgerie.dz, 25 novembre 2017 (consulté le 26 novembre 2017)
16. ↑  « Division nationale 1 "messieurs" 6e Journée », sur fabbalgerie.org, 25 novembre 2017 (consulté le 26 novembre 2017)
17. ↑  « 6e Journée », sur fabbalgerie.org, 1er décembre 2017 (consulté le 2 décembre 2017)
18. ↑  « Nationale 1 - 6e journée : le WOB se rattrape face au NAHD », sur radioalgerie.dz, 3 décembre 2017 (consulté le 5 décembre 2017)
19. ↑    - nb; match retard joué le mardi 30 janvier 2018 a la salle oms de hydra
20. ↑  « Division nationale 1 "messieurs" 7e Journée », sur fabbalgerie.org, 25 novembre 2017 (consulté le 26 novembre 2017)
21. ↑  « 7e Journée », sur fabbalgerie.org, 6 décembre 2017 (consulté le 7 décembre 2017)
22. ↑  joué le 13/02/2018
23. ↑  « Division nationale 1 "messieurs" 8e Journée », sur fabbalgerie.org, 4 décembre 2017 (consulté le 7 décembre 2017)
24. ↑  « 8e Journée », sur fabbalgerie.org, 10 décembre 2017 (consulté le 11 décembre 2017)
25. ↑  « Division nationale 1 "messieurs" 9e Journée », sur fabbalgerie.org, 10 décembre 2017 (consulté le 11 décembre 2017)
26. ↑  « Division nationale 1 9e Journée », sur fabbalgerie.org, 13 décembre 2017 (consulté le 13 décembre 2017)
27. ↑  nb; * match retard joué le mardi 20 mars 2018. **** le 1er match arrêté au troisième quart-temps à cause d' une coupure d'électricité le score a été de parité (59-59)  !* match joué le 12 décembre 2017. (source ; radio algerienne du 21/3/2018 a 15h50..
28. ↑  « Division nationale 1 "messieurs" 10e Journée », sur fabbalgerie.org, 13 décembre 2017 (consulté le 15 décembre 2017)
29. ↑  « Division nationale 1 10e Journée », sur fabbalgerie.org, 17 décembre 2017 (consulté le 17 décembre 2017)
30. ↑  nb ; * match retard joué le mardi 6  mars 2018.a la salle abdelazziz bentifour de hydra (alger)  ; source ; planete sport numero 3648 du jeudi 8 mars 2018 page 12.
31. ↑  « Division nationale 1 "messieurs" 11e Journée », sur fabbalgerie.org, 20 décembre 2017 (consulté le 21 décembre 2017)
32. ↑  « Division nationale 1 11e Journée », sur fabbalgerie.org, 24 décembre 2017 (consulté le 24 décembre 2017)
33. ↑  « Division nationale 1 "messieurs" 12e Journée », sur fabbalgerie.org, 27 décembre 2017 (consulté le 27 décembre 2017)
34. ↑  « Division nationale 1 12e Journée », sur fabbalgerie.org, 2 janvier 2018 (consulté le 2 janvier 2018)
35. ↑  « Division nationale 1 "messieurs" 13e Journée », sur fabbalgerie.org, 27 décembre 2017 (consulté le 27 décembre 2017)
36. ↑  « Division nationale 1 13e Journée », sur fabbalgerie.org, 7 janvier 2018 (consulté le 7 janvier 2018)
37. ↑  « Division nationale 1 "messieurs" 14e Journée », sur fabbalgerie.org, 27 décembre 2017 (consulté le 27 décembre 2017)
38. ↑  « Division nationale 1 14e Journée », sur fabbalgerie.org, 10 janvier 2018 (consulté le 10 janvier 2018)
39. ↑  « Division nationale 1 15e Journée », sur fabbalgerie.org, 17 janvier 2018 (consulté le 26 janvier 2018)
40. ↑  « Division nationale 1 16e Journée », sur fabbalgerie.org, 21 janvier 2018 (consulté le 26 janvier 2018)
41. ↑  « Division nationale 1 17e Journée », sur fabbalgerie.org, 24 janvier 2018 (consulté le 26 janvier 2018)
42. ↑  « Division nationale 1 18e Journée », sur fabbalgerie.org, 28 janvier 2018 (consulté le 2 février 2018)
43. ↑  « Division nationale 1 19e Journée », sur fabbalgerie.org, 29 janvier 2018 (consulté le 2 février 2018)
44. ↑  « Changement Désignation USS vs GSP et PSE vs RCC (02 et 03 Février 2018) », sur fabbalgerie.org, 30 janvier 2018 (consulté le 2 février 2018)
45. ↑  « Division nationale 1 20e Journée », sur fabbalgerie.org, 29 janvier 2018 (consulté le 2 février 2018)
46. ↑  « Division nationale 1 20e Journée », sur fabbalgerie.org, 6 février 2018 (consulté le 8 février 2018)
47. ↑  « Division nationale 1 22e Journée », sur fabbalgerie.org, 22 février 2018 (consulté le 5 mars 2018)
48. ↑  source ; l' écho d'Oran dix septième année.numéro 5366 du dimanche 25 février 2018 page 20.
49. ↑  « Division nationale 1 23e Journée », sur fabbalgerie.org, 27 février 2018 (consulté le 5 mars 2018)
50. ↑  source ; l’Écho d'Oran dix-septième année numéro 5372 du dimanche 4 mars 2018 page 20.
51. ↑    - nb ; la fabb a donné match gagné au r c constantine. * source ; l' echo d'oran numéro 5414 du dimanche 22 avril 2018 page 21.
52. ↑  nb; source ; résultats parus dans l'echo d'oran numéro 5415 du lundi 23 avril 2018 page 21.
53. ↑  nb; source ;programme de la 30e et derniére journée de la 1re phase du championnat paru dans le journal l'écho d'oran numéro 5418 du jeudi 26 avril 2018 page 21.
54. ↑  source ; résultat de la 30e journée parus dans le journal cap ouest numéro 1175 du dimanche 29 avril 2018 page 15.